# 애정은 강물처럼
《애정은 강물처럼》(Blossoms In The Dust)은 미국에서 제작된 머빈 르로이 감독의 1941년 드라마 영화이다. 그리어 가슨 등이 주연으로 출연하였고 어빙 어셔 등이 제작에 참여하였다.

## 출연

### 주연
- 그리어 가슨
- 월터 피전

### 조연
- 펠릭스 브레서트
- 마샤 헌트
- 페이 홀든
- 사무엘 S. 힌즈
- 캐슬린 하워드
- 조지 레시

## 기타
- 의상: 아드리안
- 의상: 길 스틸